# Allerup Bakker
Allerup Bakker är ett skogsområde på ön Vendsyssel-Thy i Danmark. Det ligger i Region Nordjylland, i den norra delen av landet, 220 km nordväst om Köpenhamn. 
I området finns Voldene, en försvarsvall från medeltiden.
Allerup Bakker är en del av den Jyske Ås.